# Boldklubben 1913
Boldklubben 1913 – duński klub piłkarski z siedzibą w mieście Odense.

## Historia
Klub B 1913 założony został w 1913 roku. W pierwszej lidze duńskiej wystąpił już w sezonie 1927/28 (pierwszy sezon ligi duńskiej), jednak w sezonie 1928/29 spadł z niej. Ponownie pojawił się w sezonie 1940/41 i od razu wygrał swoją siedmiozespołową grupę awansując do ćwierćfinału ligi, gdzie przegrał z Fremad Amager. W pierwszej lidze B 1913 nieprzerwanie grał do sezonu 1944/45. Na kolejny występ w niej klub musiał czekać aż do sezonu 1960. B 1913 wystąpił w Pucharze Mistrzów 1961/62, gdzie w pierwszej rundzie wyeliminował luksemburski klub Spora Luksemburg (6:0 na wyjeździe i 9:2 u siebie). W następnej odpadł po dwumeczu z Realem Madryt (porażki 0:3 u siebie i 0:9 na wyjeździe). W 1961 roku B 1913 zajął w lidze 3. miejsce, a w 1962 i 1963 zdobył wicemistrzostwo Danii. W 1963 roku zespół również wywalczył Puchar Danii. Trzy lata później zajął ostatnie miejsce w tabeli i spadł z 1. division, jednak powrócił do tych rozgrywek w 1967 roku. Kolejny spadek do 2. division zespół zaliczył w roku 1970, zajmując 11. miejsce. Następny awans do najwyższej ligi duńskiej B 1913 wywalczył w 1988 roku, jednak rozegrał w niej tylko jeden sezon, w którym zajął 13. miejsce w tabeli, dające spadek na drugi poziom rozgrywkowy. Był to ostatni sezon zespołu w 1. division, kiedy te rozgrywki były pierwszym poziomem rozgrywkowym w Danii. Nie wystąpił również w Superligaen, która od 1991 roku jest najwyższą ligą duńską.
W roku 2006 doszło do fuzji B 1913 z klubami B 1909 i Dalum IF, w efekcie czego powstał nowy zespół FC Fyn, który w sezonie 2006/07 przystąpił do rozgrywek trzeciej ligi duńskiej. W 2013 roku FC Fyn z powodu problemów finansowych został rozwiązany, a zespoły założycielskie poinformowały o definitywnym zakończeniu wspólnej działalności. Od tego wydarzenia B 1913 do dziś nie powrócił na szczebel centralny.

## Sukcesy
- mistrzostwa Danii:
  - wicemistrzostwo (3): 1923/1924, 1962, 1963
  - 3. miejsce (1): 1961
- I dywizja (II poziom)
  - mistrzostwo (3): 1959, 1967, 1988

- II dywizja (III poziom)
  - mistrzostwo (2): 1983, 1999/2000

- Puchar Danii w piłce nożnej
  - zwycięstwo (1): 1963

## Europejskie puchary
Legenda do wszystkich tabel:
- Q – runda eliminacyjna, 1/16, 1/8, 1/4, 1/2 – odpowiednia faza rozgrywek, Grupa – runda grupowa, 1r gr – pierwsza runda grupowa, 2r gr – druga runda grupowa, F – finał, R – runda, PO – play-off
- k. – rzuty karne, los. – losowanie, Dogr. – dogrywka, w. – zasada bramek strzelonych na wyjeździe

| Sezon   | Rozgrywki                 | Runda | Przeciwnik       | Dom | Wyjazd | Ogólnie |
| ------- | ------------------------- | ----- | ---------------- | --- | ------ | ------- |
| 1961/62 | Puchar Europy             | 1R    | Spora Luksemburg | 6–0 | 9–2    | 15–2    |
| 1961/62 | Puchar Europy             | 1/8   | Real Madryt      | 0–3 | 0–9    | 0–12    |
| 1963/64 | Puchar Zdobywców Pucharów | 1R    | Olympique Lyon   | 1–3 | 1–3    | 2–6     |
| 1964/65 | Puchar Miast Targowych    | 1R    | VfB Stuttgart    | 1–3 | 0–1    | 1–4     |
| 1969/70 | Puchar Miast Targowych    | 1R    | FC Barcelona     | 0–2 | 0–4    | 0–6     |